# Scarperia
Scarperia település Olaszországban, Toszkána régióban, Firenze megyében.  Scarperia Barberino di Mugello, Borgo San Lorenzo, Firenzuola és San Piero a Sieve községekkel határos.

## Népesség
A település lakossága az elmúlt években az alábbi módon változott: